# Gastone Brilli-Peri
Gastone Brilli-Peri, född 24 mars 1893 i Florens, död 22 mars 1930 i Tripoli, var en italiensk adelsman som tävlade på cykel, motorcykel och bil. 
”Brilli” vann sin första tävling, Italiens Grand Prix 1925, med en Alfa Romeo P2 och säkrade därmed det första världsmästerskapet i Grand Prix-racing åt Alfa Romeo. Han omkom under träning inför Tripolis Grand Prix 1930.